# Whatcomské jezero
Whatcomské jezero je vodní nádrž v okrese Whatcom v americkém státě Washington, která slouží jako zdroj pitné vody pro přibližně 85 tisíc obyvatel ve městě Bellingham a v okrese Whatcom. Jméno pochází z jazyka indiánského kmene Lummijů a znamená hlasitá voda. Jeho celková délka je 16 kilometrů a největší šířka téměř dva kilometry. Nachází se ve třech okrscích, které jej spravují, jedním je město Bellingham, druhým okres Whatcom a třetím Vodní a kanalizační okrsek Lake Whatcom. Jezero je oblíbené pro jízdu na motorovém člunu, plavání, rybaření a další rekreační aktivity.
Do jezera proudí voda z devíti celoročních vodních toků a 25 dalších menších potůčků a přítoků. Prostřednictvím potoka Whatcom Creek je pak voda z jezera odváděna do Bellinghamova zálivu.
Na jezeře se nachází jediný ostrov, jedná se o tříakrový Reveillův ostrov, který vlastní společnost Camp Firwood pořádající letní tábory. Pravděpodobně se jedná o místo dávných obřadů původních obyvatel, jelikož zde byly nalezeny piktogramy a kamenné mísy ve tvaru zvířat.
Jezero je rozděleno do tří kotlin. Nejsevernější se jmenuje Silver Beach Basin a má maximální hloubku 30 metrů. Její pobřeží je využito především pro rezidenční zástavbu a nachází se na něm také jeden velký a několik malých parků. Prostřední kotlinou je Ženevská kotlina, ze které se čerpá pitná voda pro město Bellingham. Jedná se o nejmělčí kotlinu s maximální hloubkou 12 až 18 metrů. Na pobřeží se nachází také rezidenční stavby, dále stavby programu ochrany jezera a průmyslový les. Nejjižnější a nejodlehlejší kotlina je označována jednoduše Basin 3 a její hloubka je až 100 metrů. Nachází se v ní přibližně 96 procent celkového objemu jezera. Na pobřeží se nachází roztroušené rezidenční budovy, které patří pod obec Sudden Valley, a také průmyslové a komerční lesy. Celková rozloha jezera čítá 142 km².

## Historie
Nejdřívějším známým osídlením byla indiánská vesnice na jižním břehu jezera, kterou obýval kmen Saquančů, které okolo roku 1800 odsud vyhnali Lummijové. V polovině devatenáctého století je na západ od jezera vybudováno první osadnické osídlení, první nárok na půdu byl zhotoven po zaplacení osmi dolarů. Ke konci předminulého století byla většina okolí jezera využívána pro těžbu dřeva. Tehdy zde také začaly podnikat hornické společnosti, jako Whatcom Mining Company, která zkrachovala v roce 1919. V roce 1946 jistý J. H. Donovan daroval městu dvanáct a půl akru půdy, na kterých dnes leží Bloedel Donovan Park. V roce 1962 byla odkloněna voda z prostředního ramene řeky Nooksack do jezera, aby zvýšila jeho hladinu.

## Kvalita vody
Jelikož se jedná o zdroj pitné vody, voda z jezera neobsahuje žádné testované chemikálie, bakterie, ani zákaly. Bellingham se účastní programu Partnership for Safe Water, takže navíc voda splňuje vyšší požadavky, které skupina zavádí. V posledních deseti letech navíc město dostalo od skupiny ocenění za oddanost při poskytování bezpečné pitné vody.

## Znečištění
V roce 1998 Agentura pro ochranu životního prostředí umístila jezero na seznam znehodnocených vodních těles kvůli nízké úrovni rozpuštěného kyslíku, kterou zapříčinil vysoký příjem fosforu. Nízká hladina rozpuštěného kyslíku každopádně neovlivňuje kvalitu pitné vody. Jak je vyžadováno federálními zákony po zařazení tělesa do systému, Ministerstvo ekologie státu Washington vytvořilo virtuální model, kterým zjistilo celkovou maximální denní dávku fosforu, kterou může jezero přijmout, aniž by hladina rozpuštěného kyslíku klesla pod povolené minimum. V roce 2008 ministerstvo odhadlo, že aby se hladina dala udržovat v přijatelných hodnotách, všechna místa, která jsou izolována od okolí, musí být navrácena do stavu, který panoval před rokem 1988.
Kvalita vody odráží stáří jezera. Přestože se sem mnoho fosforu dostává odtokem z trávníků, zahrad a ulic, nejedná se o primární zdroj prvku. Stárnoucí septický systém možná vyluhuje fosfor do vody, ale to se nedá prokázat. V roce 2005 byla zakázána hnojiva s vysokým obsahem fosforu, aby se zabraňovalo jeho úniku do jezera. Město Bellingham a okres Whatcom navíc mají vlastní nařízení, podle kterých se nesmí každý rok od začátku října do konce května provádět některé stavební aktivity, jako čištění pozemků, aby srážky nesplavily nečistoty z odhalené půdy do jezera.
Odpad po domácích zvířatech také přispívá znečištění vody v jezeře koliformními bakteriemi, které způsobily vysoké znečištění v polovině přítoků do jezera. I pro tento případ byl sestaven počítačový model ukazující maximální denní dávku.

## Hydrologie
Whatcomské jezero je monomiktické jezero, což je pro jeho hydrologii důležité. Svrchní vrstva vody (epilimnión) je ohřívána sluncem a pod ní se nachází termoklina, ve které se rozděluje teplota vody v jezeře, takže spodní vrstva (hypolimnión) je velice chladná a izolovaná od zbytku vody. Kyslík přijatý ze vzduchu se rozšiřuje právě až do spodní vrstvy, což se podílí na nízké úrovni rozpuštěného kyslíku ve vodě. Společně s oxidací usazenin způsobuje téměř nulový výskyt kyslíku v nejhlubších sférách jezera. Dochází k tomu především v kotlině Basin 3, která je ze všech nejhlubší. Vrstvení vody, stejně jako fyzikální bariéry mezi kotlinami, způsobuje pomalý pohyb vody v jezeře.
Dalším důležitým hydrologickým fenoménem je výskyt stojatých vln. Jedná se o pomalu se pohybující vodu mezi dvěma konci jezera, na což na Whatcomském jezeře způsobují větry. Znamená to, že vody, na které vítr působí, se nashromáždí na jedné straně jezera, kde je do konce působení větru hladina vyšší než na druhé. Také se tím může studená voda s malým obsahem kyslíku dostat z kotliny Basin 3 do Ženevské kotliny.
Až 77,5 procenta vody z jezera odtéká potokem Whatcom Creek, 11,3 procenta proudí potrubím do města Bellingham, 7,9 procenta se vypařuje a 2,5 procenta putuje do nedaleké líhně ryb. Voda v jezeře vydrží od svého přítoku 7,4 roku.

## Invazivní druhy
Podle zákonů státu Washington jsou invazivní druhy „ty druhy, které nejsou původní a způsobují ekonomické nebo ekologické škody a jsou schopné rozšířit se do dalších oblastí státu. Nepatří mezi ně ovšem domácí dobytek, úmyslně pěstované zemědělské plodiny a neškodné exotické organismy.“ Prostředkem k jejich rozšíření mohou být lodě, přívěsy s loděmi, zvířata, boty a oblečení. Občas jsou vysazeny úmyslně, ale nejedná se o nic častého. Největší hrozbu pro Whatcomské jezero představují slávička mnohotvarná, písečník novozélandský, asijští kapři a virová hemorhagická septikemie. V jezeře se ale nenachází žádný z patnácti nejvíce nechtěných druhů státu Washington. Stolístek klasnatý je jediným známým vodním invazivním druhem, který se nenachází na seznamu padesáti nejvíce nechtěných druhů státu Washington.

## Změna klimatu
Měnící se životní prostředí představuje pro Whatcomské jezero několik hrozeb. Nejpřímějším výsledkem oteplování je oteplování vody v jezeře. Čím teplejší voda v jezeře je, tím lépe se v ní rozpouští fosfor, což mu umožňuje snadněji se  dostat do vody přes půdu. Zvyšující se hojnost fosforu pak pokračuje ve snižování úrovně rozpuštěného kyslíku v jezeře. Dalším následkem zvyšování teploty je snadnější přežití invazivních druhů a snížení počtu jedinců původních druhů, jako jsou lososovití, pro něž je chladná voda důležitá. Oteplování povede také ke kolísání sezónních výšek hladiny a srážek.

## Ryby
Jezero je domovem pro třináct druhů ryb. Šest z nich je původních, jsou to losos stříbrný (neanadromní forma lososa nerky), Oncorhynchus clarkii, pakaprovec obecný, Mylocheilus caurinus, vranka a koljuška tříostná. Tři druhy byly úmyslně vysazeny v jezeře, a to slunečnice obecná, pstruh duhový a okounek černý. Další čtyři druhy zde byly vysazeny nelegálně, jsou to sumeček americký, okounek pstruhový, slunečnice pestrá a okoun žlutý. Pro okounka černého a okouna žlutého zavedlo Ministerstvo zdravotnictví státu Washington speciální upozornění týkající se stravování.

## Využití půdy v povodí
Při sčítání lidu v roce 2000 žilo v povodí jezera přibližně 13 tisíc obyvatel a nynější členění města umožňuje nárůst tohoto čísla na 28 tisíc. Využití půdy se pak liší podle koryta.
Z koryta Silver Beach Basin putuje většina vody do města Bellingham, především do jeho nejlidnatějšího sídliště, Silver Beach, což je hustě osídlená oblast s několika veřejnými parky a otevřenými prostory.
Na jižním břehu Ženevské kotliny se nachází sídliště Geneva, kde se nachází jak městské, tak venkovské rezidence a zemědělské lesy. Severní břeh se dělí na venkovskou zónu, venkovskou rezidenční zónu a zemědělské lesy.
Kotlina Basin 3 má na břehu obec Sudden Valley, která je hustě osídlená. Zbytek kotliny odtéká do komerční zóny, zemědělských lesů, malé rekreační oblasti a řídké zemědělské zóny.
V roce 2001 město přiřadilo do účtů za vodu pět dolarů, které putují fondu pro odkoupení půdy v povodí jezera. Zatím program ochraňuje 1 554 akrů povodí, což je ale pouze kolem pěti procent. Nejvíce akrů náleží do povodí kotliny Basin 3.